# Fountain (Colorado)
Fountain è un centro abitato (city) degli Stati Uniti d'America, situato nella contea di El Paso dello Stato del Colorado. La città è localizzata 16 km a sud di Colorado Springs.
Nel censimento del 2000 la popolazione era di 15.197 abitanti.

## Geografia fisica
Secondo i rilevamenti dell'United States Census Bureau, Fountain si estende su una superficie di 36,3 km².